# 行李

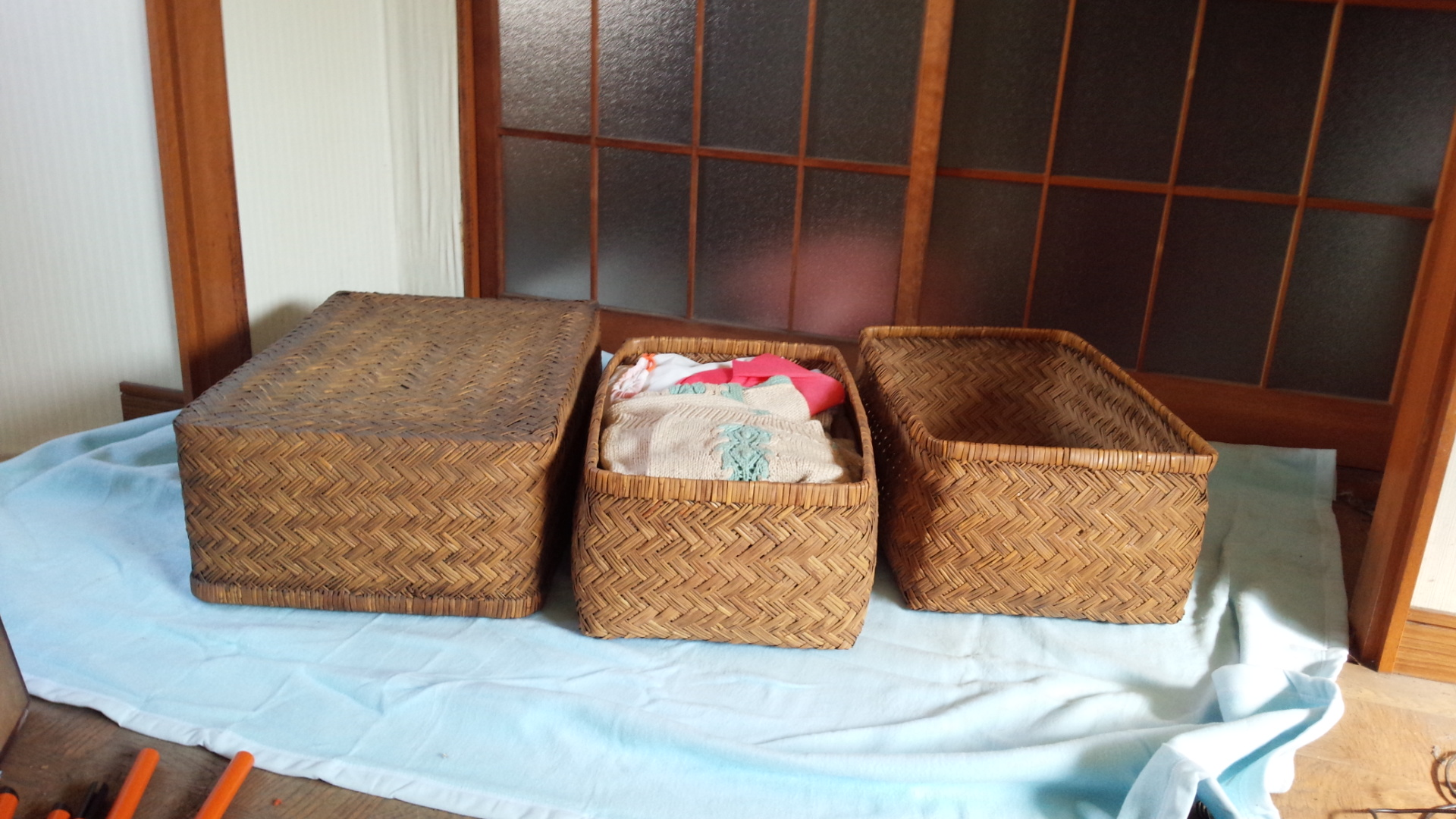
行李

行李（こうり）とは、竹や柳、籐などを編んでつくられた葛籠（）の一種。主に直方体の容器で身と蓋で分けられるかぶせ蓋となっている。衣料や文書あるいは雑物を入れるために用いる道具。衣類や身の回りの品の収納あるいは旅行用の荷物入れなどに用いられた。半舁（）ともいう。
耐久性があり、蓋が盛り上がるほど多量に入れることができる。麻縄で結び、あるいは締め皮で締めることもある。つづらと異なり、和紙で補強したり漆などを塗る加工は通常行わない。
数える助数詞は竹や柳で編んだ籠を表す「梱（）」、もしくは蓋のある容器を表す「合（）」。また、荷物を入れた行李は荷物を表す「両（）」で数えられることもあったと云われる。
なお、中国語で行李 (拼音: xíngli) は「荷物」の意味。スーツケースを行李箱 (zh:行李箱) という。

## 種類

### 材質による区分
柳行李（やなぎこうり）1300年以上の歴史を持つ豊岡杞柳細工（経済産業大臣指定伝統的工芸品の一種）の代表的な商品。: コリヤナギと麻糸で編み込まれた籠（箱）。: 豊岡鞄®︎の原点であり、豊岡市 / 但馬地方の地場産業。
竹行李ススダケやハコネメダケといった竹を編んだもの。縁竹には苦竹、孟宗竹を用いる。竹は8月から翌年3月ころまでに刈り取り、細くさき、なまのままで編むか、日乾しまたは陰干しまたは硫黄漂白したものを用いる。網代編みにして製することが多く、舛網代、立網代、蘇鉄網代などの種類がある。柳行李よりは外観が劣り、害虫もつきやすいが、きわめて安価で、比較的丈夫である。竹製品のいち品目として輸出された。
渋張行李（）細く裂いた竹を編んだ表に紙を貼り、柿渋を塗ったもの。裏には模様紙または布その他を貼る。外観はよいが、竹の皮を用いず内部で編むものもあり、堅牢ではない。

### 用途による区分
永尺行李着物や袈裟、主に衣類を入れるもの
飛脚行李飛脚が郵便物を入れて運んだもの
薬屋行李薬品類の行商に用いられたもの
飯行李（）弁当を入れるための小型のもの :

## 大日本帝国陸軍の行李

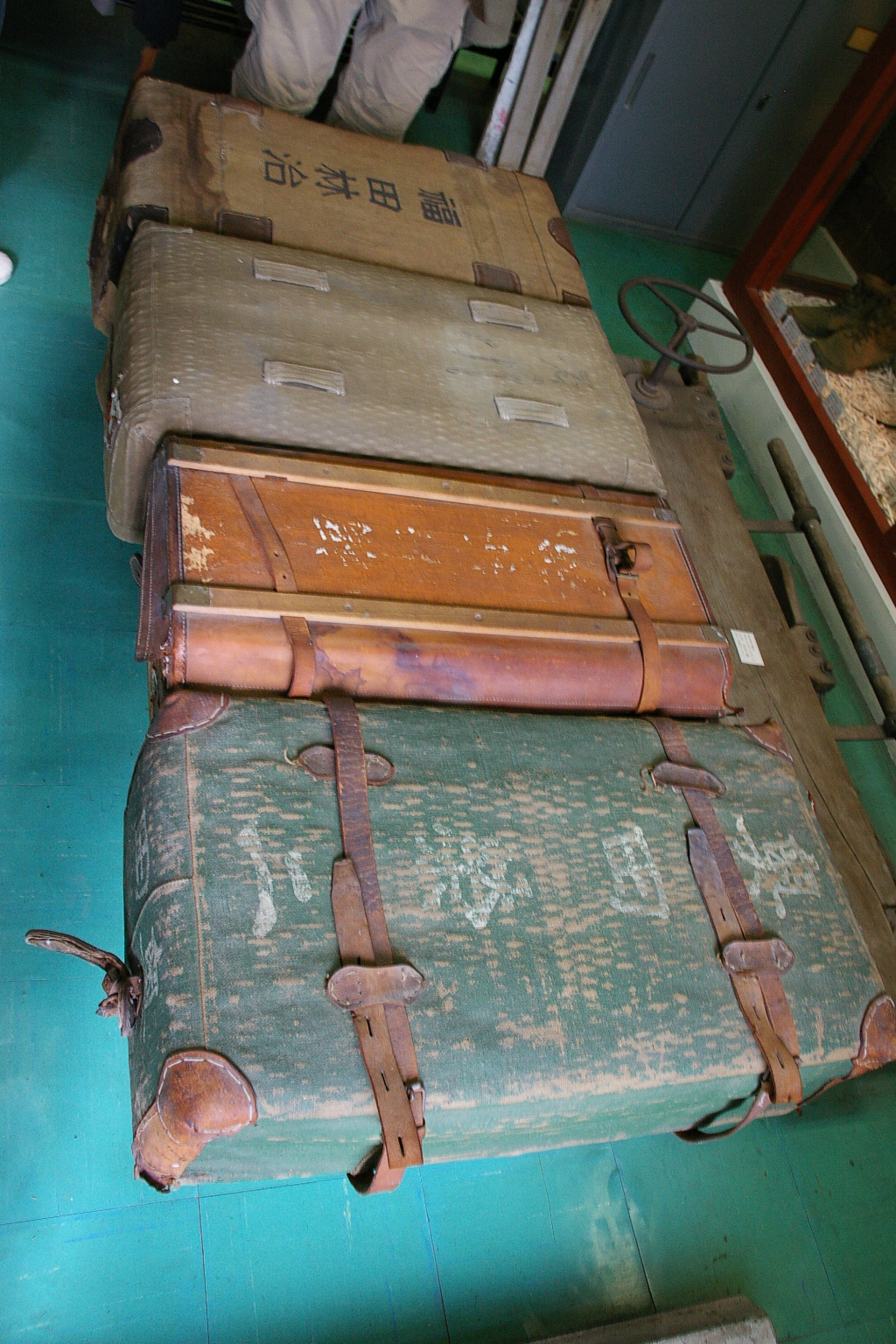
旧日本軍の柳行李

大日本帝国陸軍の「行李」は、戦場に携行する弾薬、糧秣、器具その他を運ぶ追随部隊の名称である。大行李（）と小行李（）とがあった。
「大行李」は、通常は、戦術単位以上の部隊および部隊本部、司令部がこれを有した。その内容は将校の荷物、糧秣その他、宿営給養に必要なものであり、すなわち騎兵破壊器具、工兵隊器具、糧秣、荷物、金櫃、職工具、輜重携行器具、予備蹄鉄、蹄鉄工具、炊具、予備車両、予備輓馬その他である。
「小行李」は、戦術単位以上の戦闘部隊が携行し、その内容は弾薬または作業用器具その他、戦闘に必要なものであり、すなわち通信器材、衛生材料、弾薬、歩兵器具、工兵隊機材、予備車両、予備輓馬その他であった。戦闘行軍には小行李のみが部隊に追随し、大行李は各部隊を合せて遠方を行軍した。大小行李の補給は弾薬または糧食縦列からおこなった。

## 関連施設（外部リンク）
- KORI ANRI JAPAN - 柳行李/豊岡杞柳細工の伝統を継承したブランド。材料の栽培から製造過程の全てを手掛ける本物の手仕事を軸に活動。